# چاپ سیلک

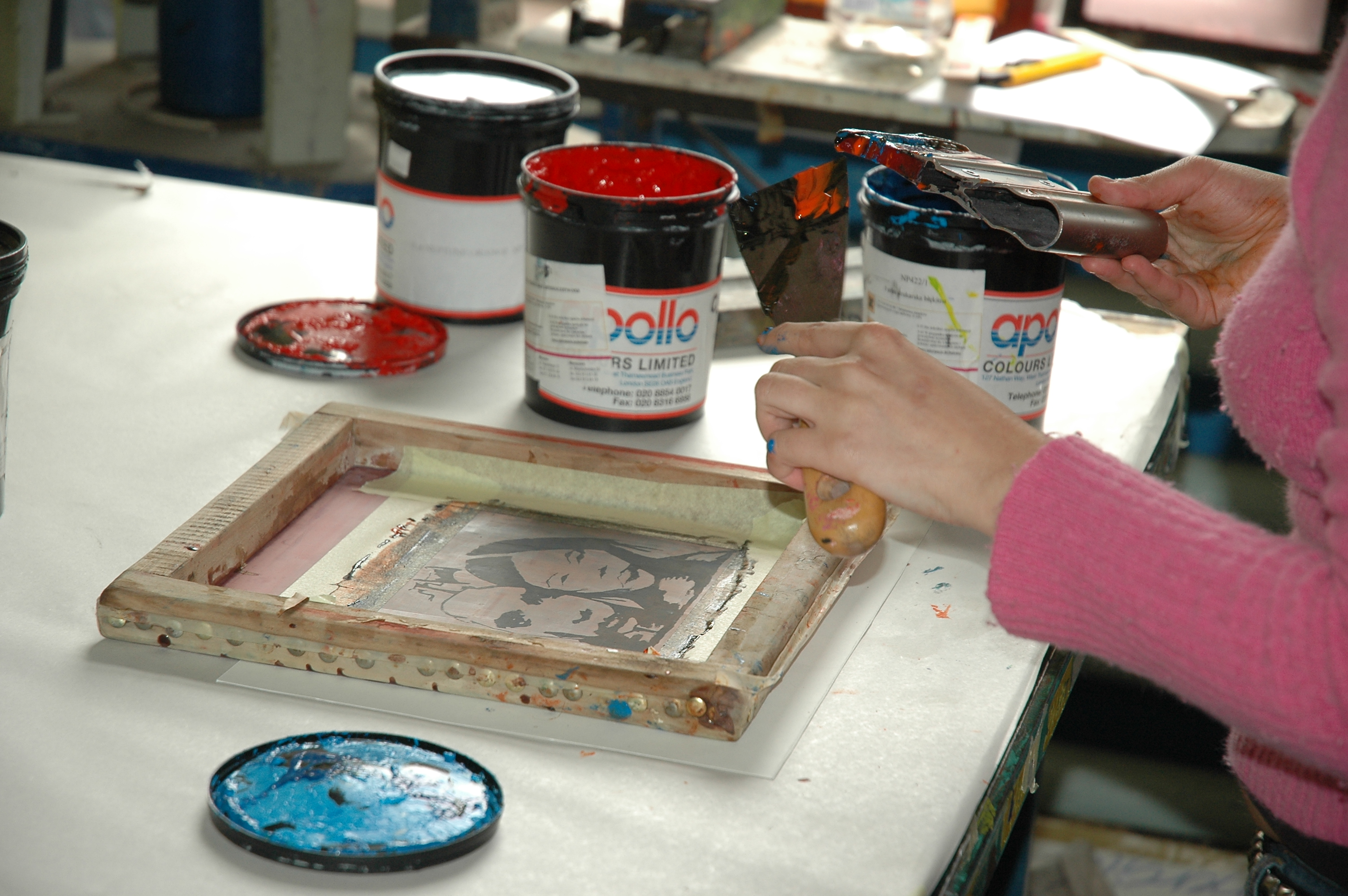
چاپ سیلک‌اسکرین

چاپ سیلک‌اسکرین (انگلیسی: Screen printing و Silk Screen؛ فرانسوی: Sérigraphie) یا «چاپ سیلک» روشی برای چاپ تصویر است. کلیشه چاپ در این روش توری‌ای با سوراخ‌های بسیار ریز است که در گذشته از جنس پارچه ابریشمین بوده و از این رو سیلک، به معنی ابریشم، نامیده می‌شود.
در چاپ سیلک، توری در قابی ثابت می‌شود. تصویر مورد نظر روی این توری نقش می‌شود. سپس بخش‌هایی از تصویر که نباید رنگ بخورد با ماده‌ای مسدود کننده پوشیده می‌شود. این قاب توری را در این حالت شابلون یا کلیشه می‌نامند. سپس زیرکار را با فشار کاردک یا غلتک به سطح چاپ شونده منتقل می‌کنند. رنگ یا زیرکار فقط از بخش‌هایی که مسدود نشده یه کاغذ یا سطح چاپ شونده منتقل می‌شود و تصویر روی آن ظاهر می‌گردد.
با این روش می‌توان بر روی مواد مختلف چاپ‌های تک‌رنگ یا چندرنگ صورت داد. با سیلک‌اسکرین می‌توان روی انواع مواد مانند پارچه و چینی و سرامیک و فلز و غیره تصویر چاپ کرد. با چاپ سیلک می‌توان روی اجسام با شکلهای مدور و غیر مسطح نیز چاپ نمود که از این نظر در بین روش‌های چاپی منحصربه‌فرد است. این نوع چاپ برای چاپ تبلیغی بر روی اشیای گوناگون مثل تقویم و سررسید و لیوان و کاغذ بکار می‌رود.
چاپ سیلک انواع مختلفی دارد که شامل:
1. چاپ معمولی
2. چاپ با لاک حساس برجسته آبی
3. چاپ ترام
4. چاپ پلاستی زول

و… می‌باشد.
چاپ سیلک سابقه‌ای چند هزار ساله دارد و گفته می‌شود که در ژاپن اختراع شده است.

## تاریخچه
سیلک اسکرین نوعی روش چاپ و تکثیر است که با امکانات فراوان، بر روی اشیای مختلف، در شکل‌ها و اندازه‌های گوناگون، قابل اجراست. در این روش از پارچه با توری با سوراخ‌های بسیار ریز استفاده می‌شود. توری در قابی ثابت می‌شود. تصویر مورد نظر روی این توری نقش می‌شود. سپس بخش‌هایی از تصویر که نباید رنگ بخورد با ماده‌ای مسدودکننده مانند موم پوشیده می‌شود. این قاب توری را در این حالت شابلون یا کلیشه می‌نامند. سپس مرکب چاپ یا رنگ را با فشار کاردک یا غلتک به سطح چاپ شونده منتقل می‌کنند. رنگ یا مرکب فقط از بخش‌هایی که مسدود نشده یه کاغذ یا سطح چاپ شونده منتقل می‌شود و تصویر روی آن ظاهر می‌گردد.
دامنهٔ کاربرد این چاپ از ساده‌ترین و ارزانترین وجه آن (که به عنوان چاپ صنعتی و در مورد کالاهای مصرفی بکار می‌رود) تا پیچیده‌ترین و پیشرفته‌ترین مرحله آن (که بکار خلق آثار هنری می‌آید) گسترده است. از تصویر روی شیشه‌های شیر پاستوریزه، آب معدنی و نوشابه‌های متداول، انواع مواد مانند پارچه و چینی و سرامیک و فلز و تابلوهای راهنمایی و رانندگی و تابلوهای اسامی خیابان‌ها و پلاک منازل، حروف روی دستگاه‌های صوتی و انواع لوازم و وسایل زندگی گرفته تا برخی از پوسترهای تبلیغاتی و کارهای هنری و غیره تصویر چاپ کرد. با چاپ سیلک می‌توان روی اجسام با شکلهای مدور و غیر مسطح نیز چاپ نمود که از این نظر در بین روش‌های چاپی منحصربه‌فرد است. اما سیلک اسکرین چیست؟
چاپ سیلک اسکرین فراگرد پیشرفته تری است از چاپ با اِستنسیل(stencil) که در اوایل سده حاضر باب شد.
در ابتدا بیشتر کاربرد تبلیغاتی و نمایشی داشت. از چند دههٔ پیش، هنرمندان این فن را بکار خویش گرفتند و به آن نام سری گرافی (seri graphy) دادند.
چاپ با اِستنسیل یکی از ساده‌ترین شیوه‌های نسخه برداری است. اِستنسیل ورقه‌ای است که حروف یا طرح در روی آن کنده شده و با مالیدن یا پاشیدن مرکب یا رنگ بر روی آن، شکل حروف یا طرح بر روی سطح زیرین نقش می‌بندد. کلمه اِستنسیل هم به این ورقه، هم به فراگرد چاپ به وسیله این ورقه و هم به نقش حاصل از این شیوهٔ چاپ گفته می‌شود.
فن اِستنسیل در چین و ژاپن و مصر قدیم متداول بوده است. نمونه‌های کهن اِستنسیل‌های به‌دست آمده در چین با بنای دیوار بزرگ چین و نمونه‌های به‌دست آمده در مصر با بنای اهرام ثلاثه هم‌زمان‌اند. نمونه‌های بسیاری از تصویرهای بودا، که با چاپ اِستنسیل تهیه شده باقی‌مانده است.
اِستنسیل در مشرق زمین چه برای مقاصد هنری و چه برای مقاصد تجاری (مثلاً برای نقش پارچه‌های مصرفی)، فنی متداول و شناخته شده بود؛ درحالی که در مغرب زمین بیشتر جنبهٔ مادی و مصرفی داشت. در سدهٔ هفده در فرانسه و انگلستان و در اواخر سدهٔ هجدهم و اوایل سده نوزده در آمریکای شمالی، برای طراحی کاغذهای دیواری اِستنسیل به کار می‌رفت.
ابتدا برای ساختن اِستنسیل از برگهای پاپیروس، پوست حیوانات و پارچه استفاده می‌کردند، بعدها برای ایجاد نقش‌های پیچیده‌تر، لازم بود اِستنسیل‌های ظریف تر از اِستنسیل‌های پیشین بکار رود. برای جلوگیری از پاره شدن چنین اِستنسیل‌هایی بود که استفاده از شبکهٔ نخ‌های ابریشم آغاز شد. دو ورقه را هم‌زمان می‌بریدند، شبکهٔ نخ‌های ابریشم را مابین این دو ورقه قرار می‌دادند و به آان دو می‌چسباندند. به تدریج معمول شد که به جای شبکهٔ نخ‌های ابریشم، یک تکه پارچهٔ ابریشمین را به پشت ورقهٔ اِستنسیل بچسبانند؛ و بعدها پارچه ابریشمین را بر روی یک کلاف چوبی کشیدند.
تحول چاپ اِستنسیل به چاپ سیلک اسکرین درست از همین‌جا آغاز می‌شود. سیلک اسکرین در واقع نام خود را از پارچهٔ ابریشمین نازک مشبکی گرفته که با اتصال به کلاف، به عنوان تکیه گاهی برای ورقهٔ اِستنسیل بکار می‌رود. ورقهٔ اِستنسیل به این شبکهٔ ابریشمین چسبانده می‌شود. شبکهٔ باز ابریشم رنگ یا مرکب را از خود رد می‌کند، درحالی که ورقه اِستنسیل آن را نگاه می‌دارد.
تعیین تاریخ دقیق تحول فراگرد اِستنسیل به سیلک اسکرین دشوار است. در ۱۹۰۷ ساموئل سیمون، اهل منچستر، استفاده از سیلک اسکرین را به نام خود به ثبت رساند. او برای کشیدن مرکب روی اِستنسیل از قلم موی نقاشی استفاده می‌کردن.
در سال ۱۹۳۶، گروهی از هنرمندان آمریکایی جامعه ملی سری گرافی را تشکیل دادند. در این زمان است که کاربرد سیلک اسکرین با اهداف غیر تجاری آغاز می‌شود. هنر سر گرافی (که در آن هنرمند طرح خود را با فراگرد سیلک اسکرین به چاپ می‌رساند) به وسیلهٔ عده‌ای از نقاشان برجسته معاصر اعتبار زیادی یافته است.
در فرانسه ویکتور وازارلی، در انگلستان ادواردو پائولوزی و بریجت ریلی، و در ایالات متحده جیم دین، کلاس اولدنبرگ و اندی وارهول از مروّجان این هنرند.

## رنگ مخصوص چاپ سیلک
در چاپ سیلک رنگ‌های مختلفی استفاده می‌شود که اساس همه آنها آب و روغن است که این خودش براساس سطوحی که می‌خواهیم کار چاپ را روی ان انجام دهیم تنوع رنگی ما نیز مختلف است.
لازم به توضیح است که هر کدام از این نوع رنگ‌ها برای خود یک حلال ویژه ای دارند؛ مثلاً رنگ pp دارای حلال ریتارد و همچنین رنک pvc نیز از این حلال بهره می‌برد. در این‌جا باید یاد اور بشویم که خود حلال بنزین دارای رنگ روغنی می‌باشد.
برای درست کردن طیف رنگهای مختلف، نیازی به تهیه همه آن رنگ‌ها نیست؛ بلکه با ترکیب پنج رنگ اصلی، شامل رنگ‌های مشکی، سفید، زرد، آبی، قرمز، می‌توان به ترکیب‌های رنگی دیگر دست پیدا کرد.

## نگارخانه

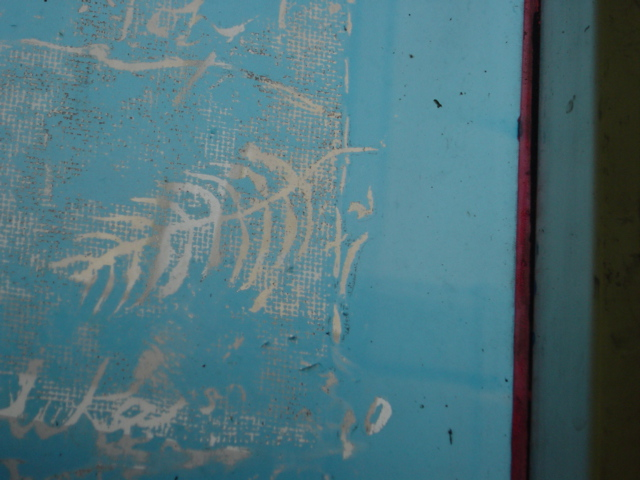
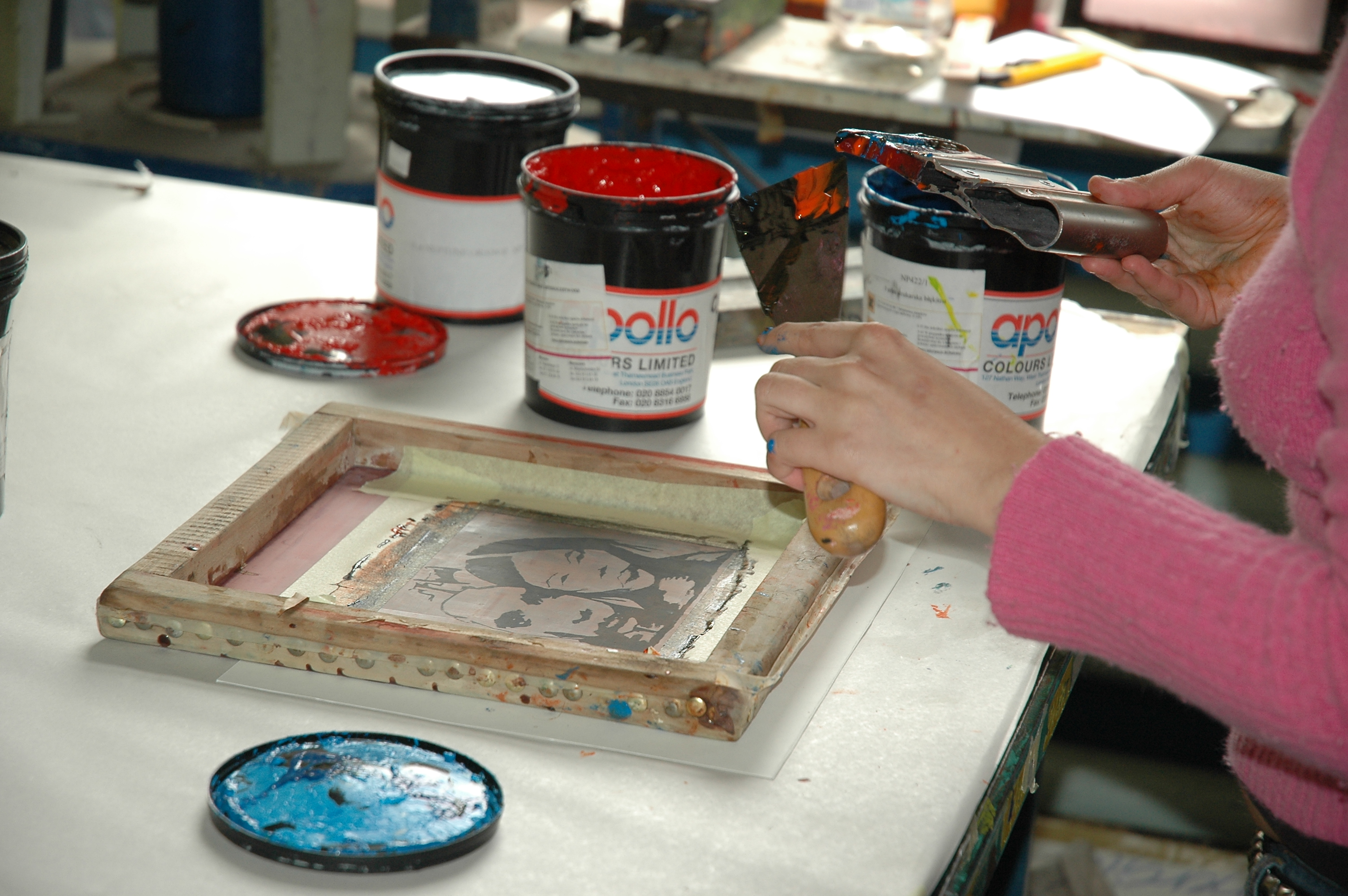
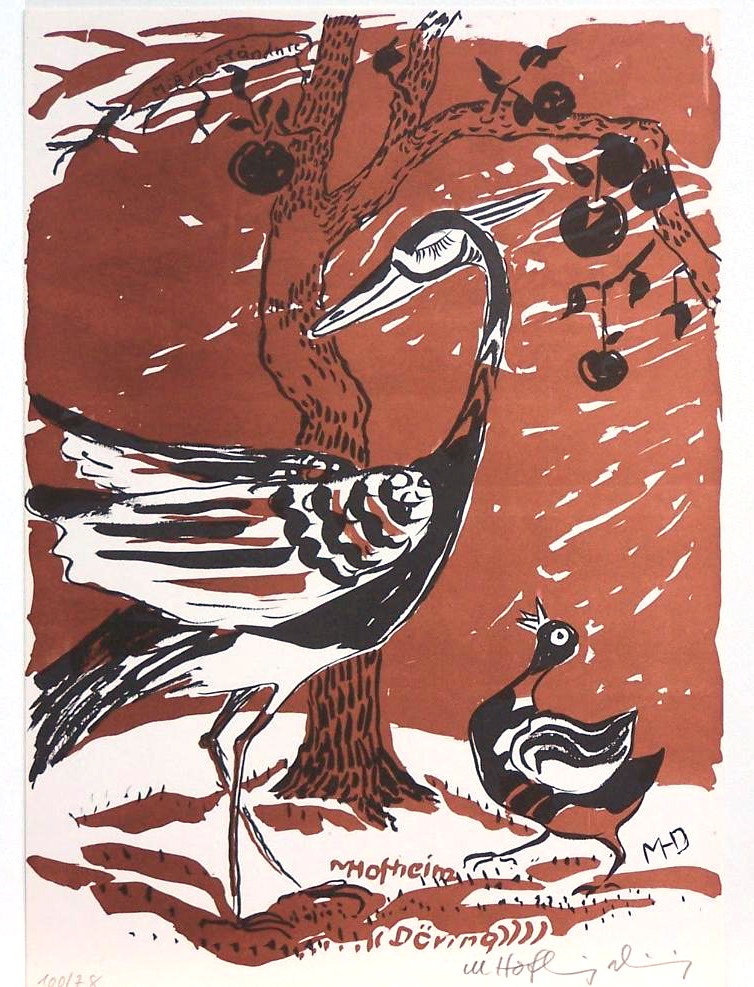
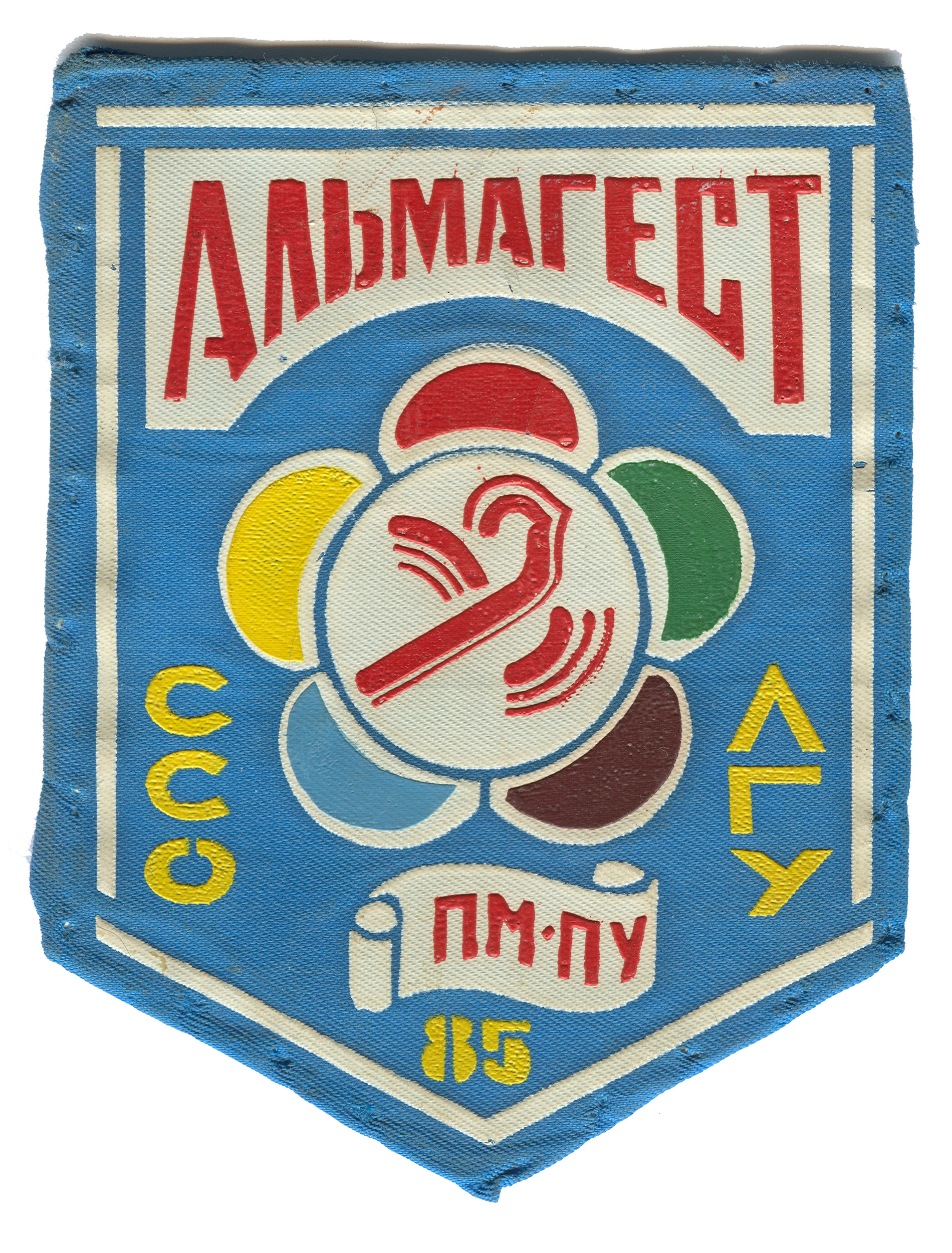
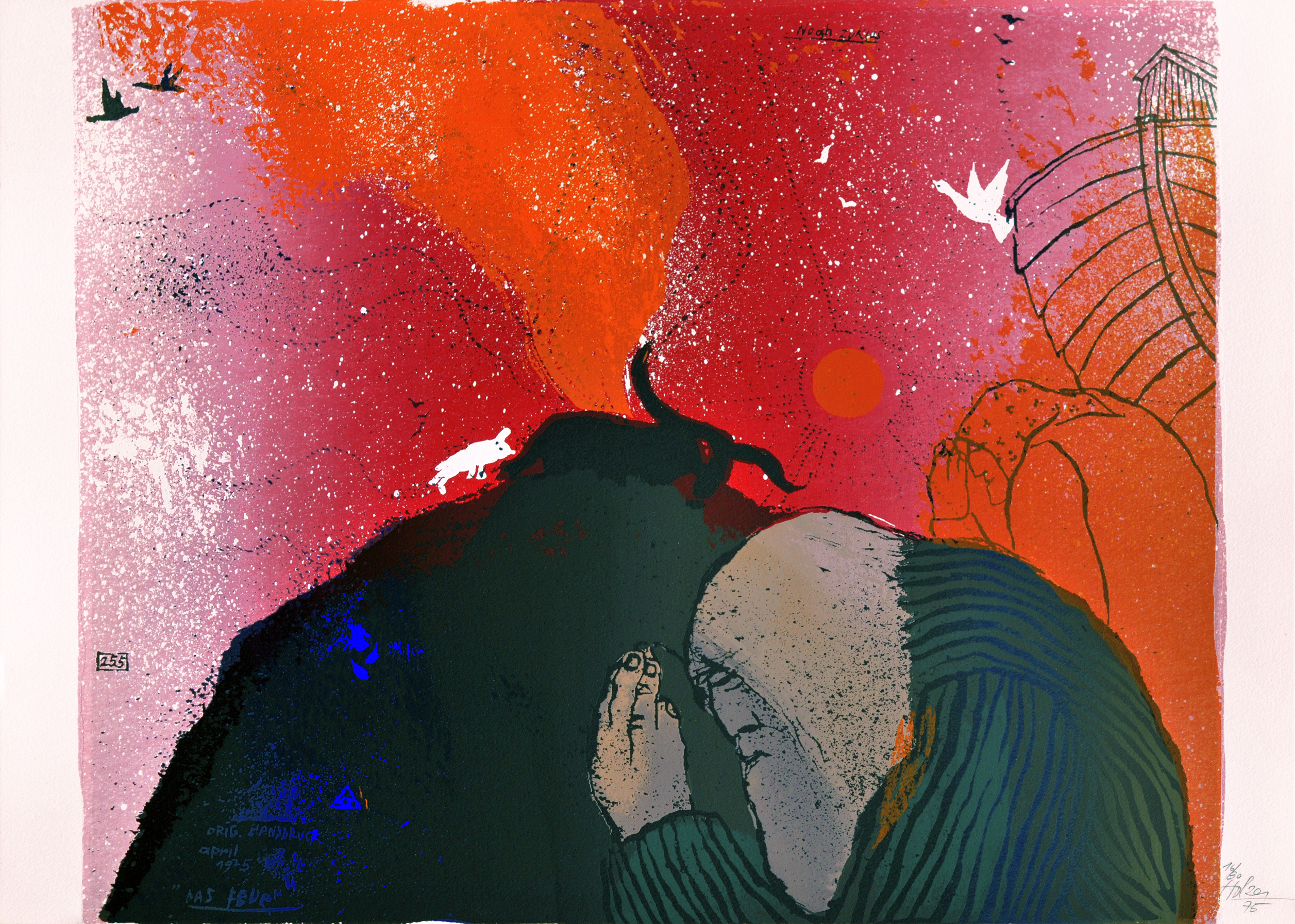
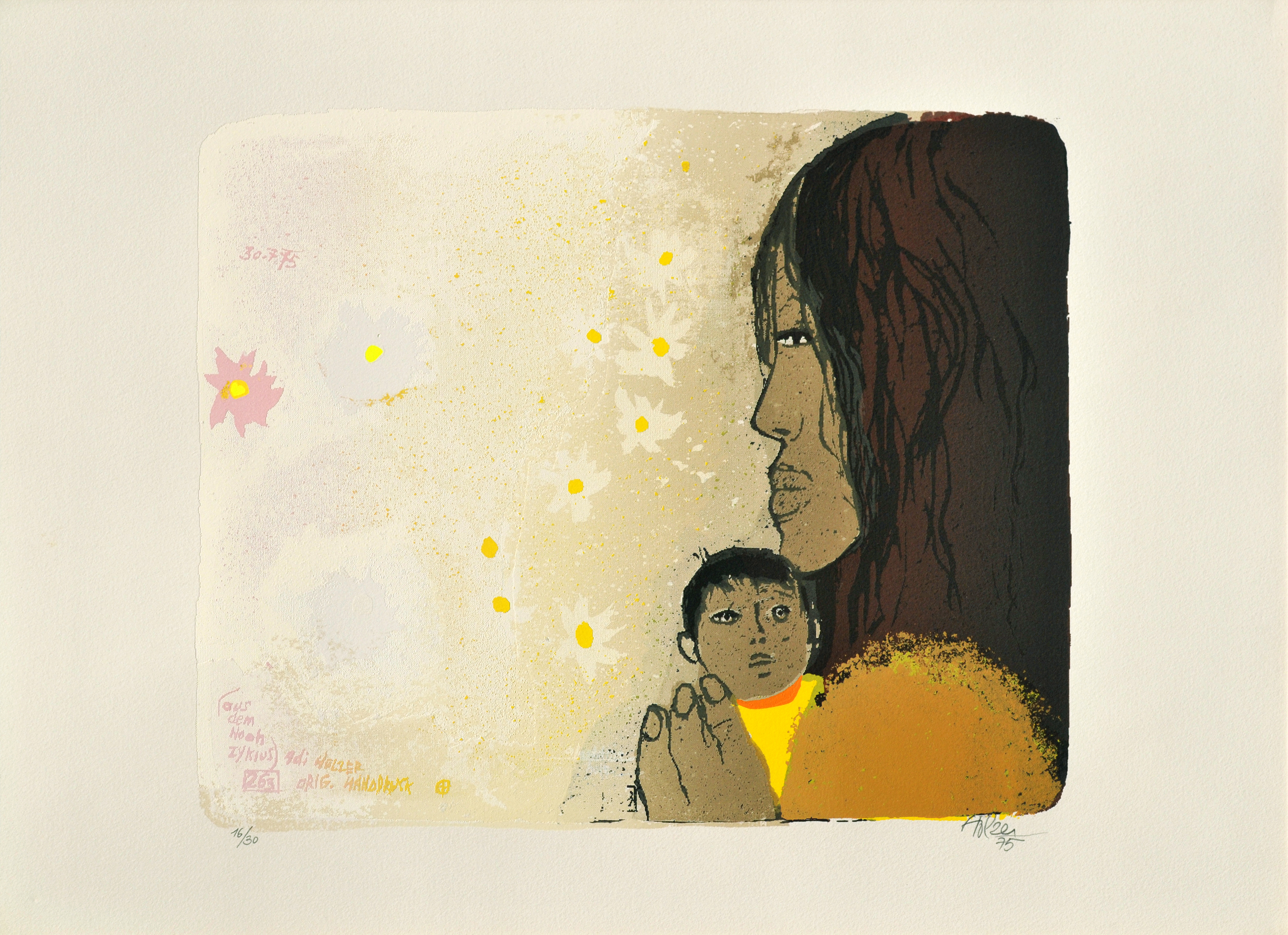
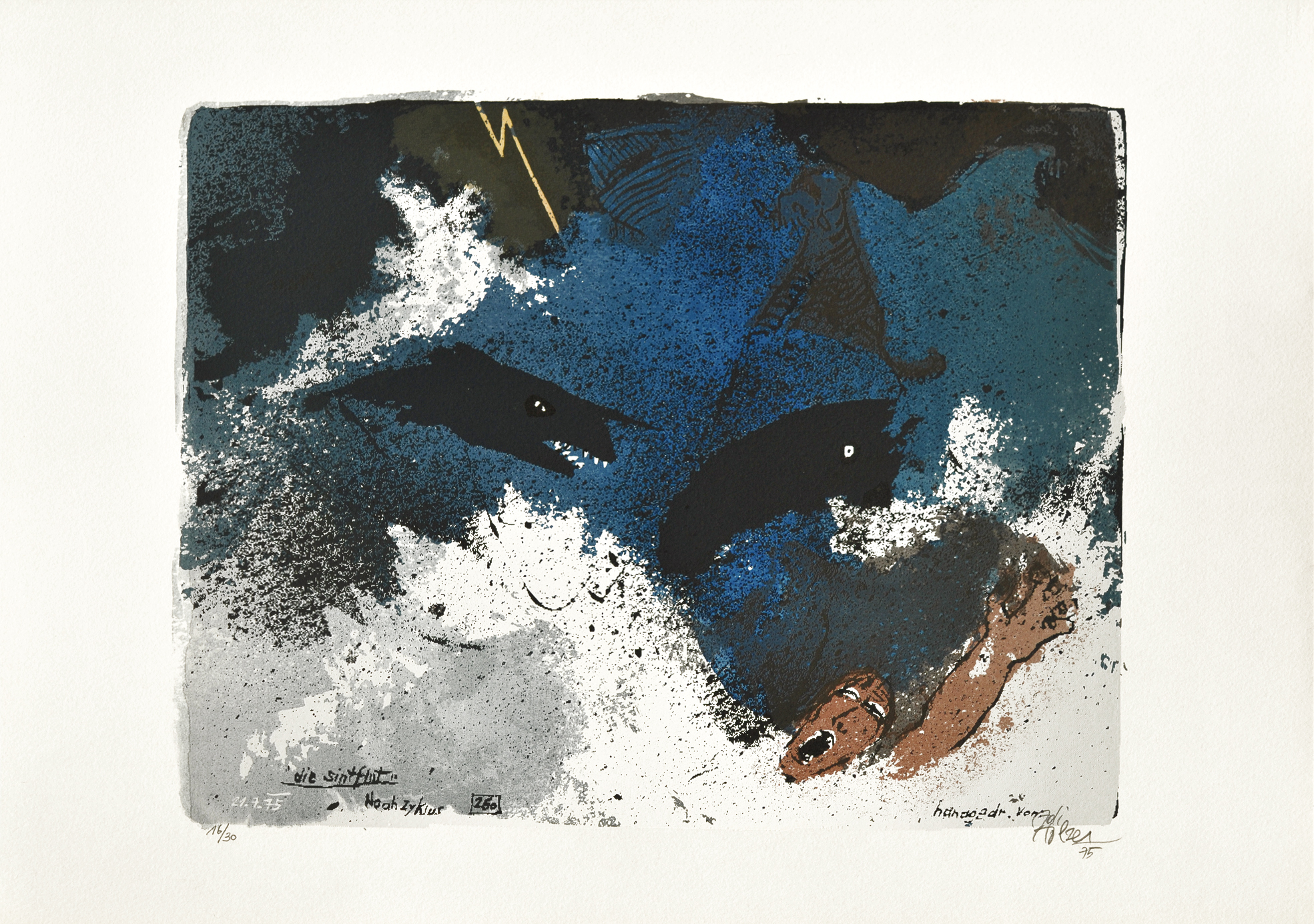
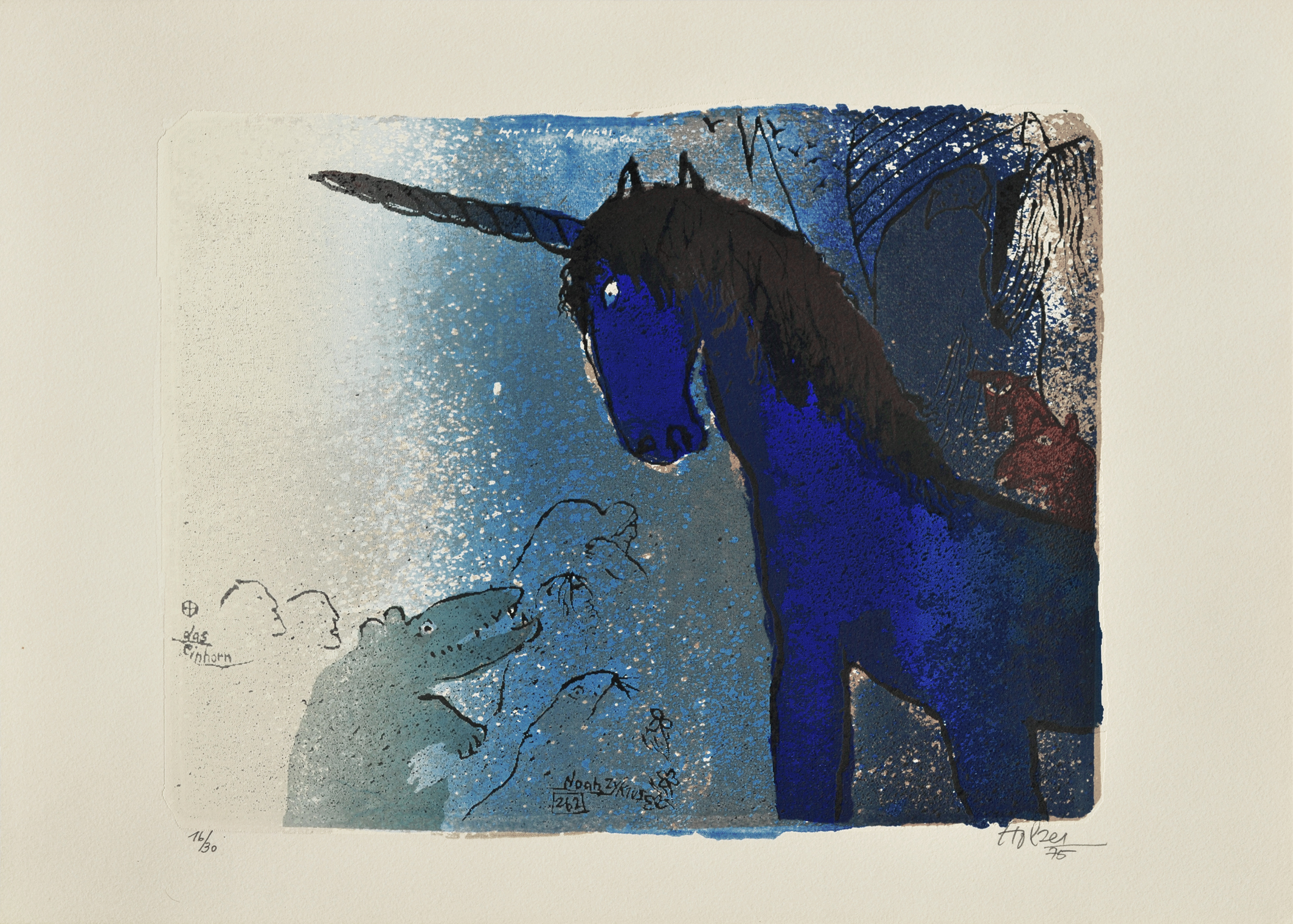
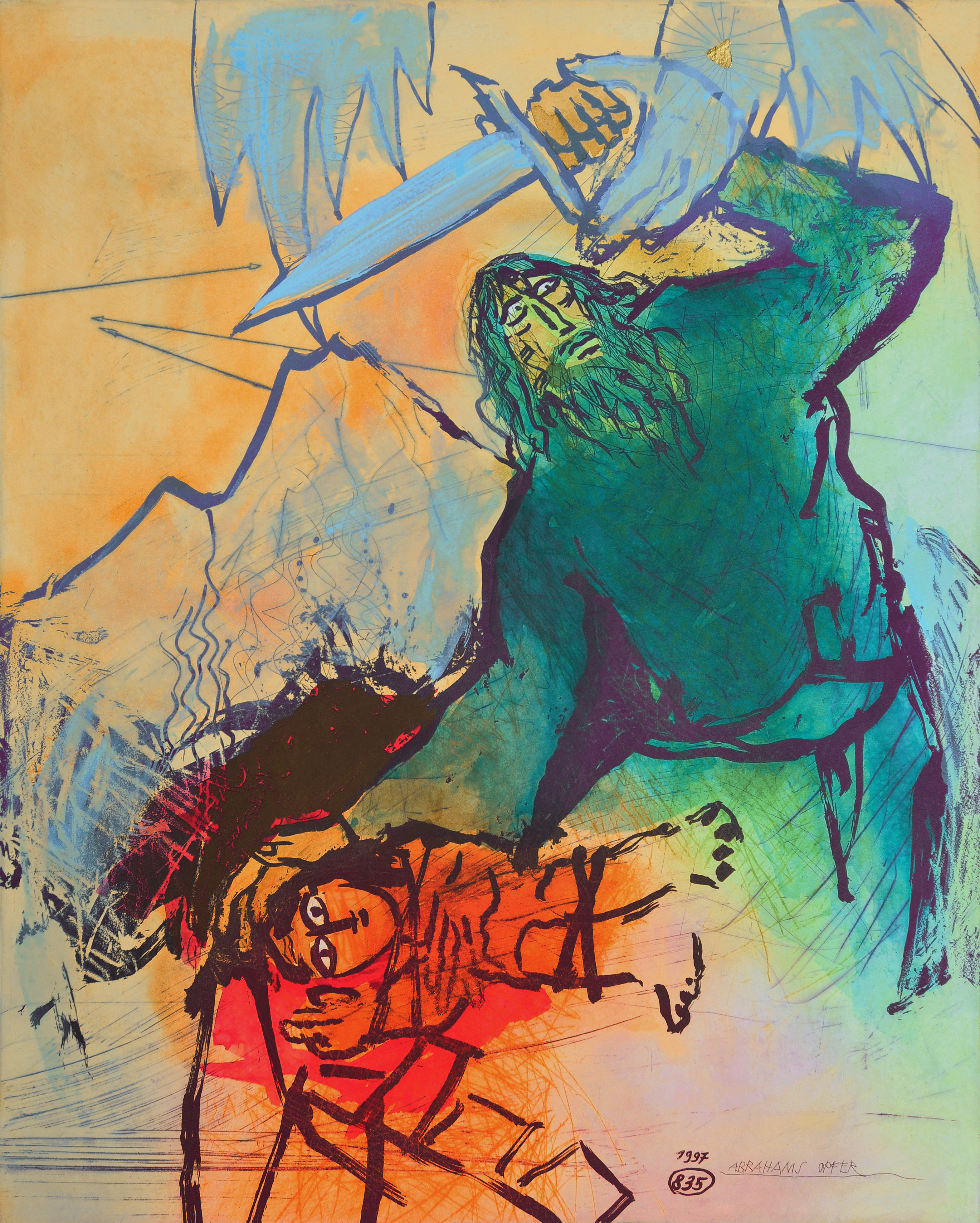
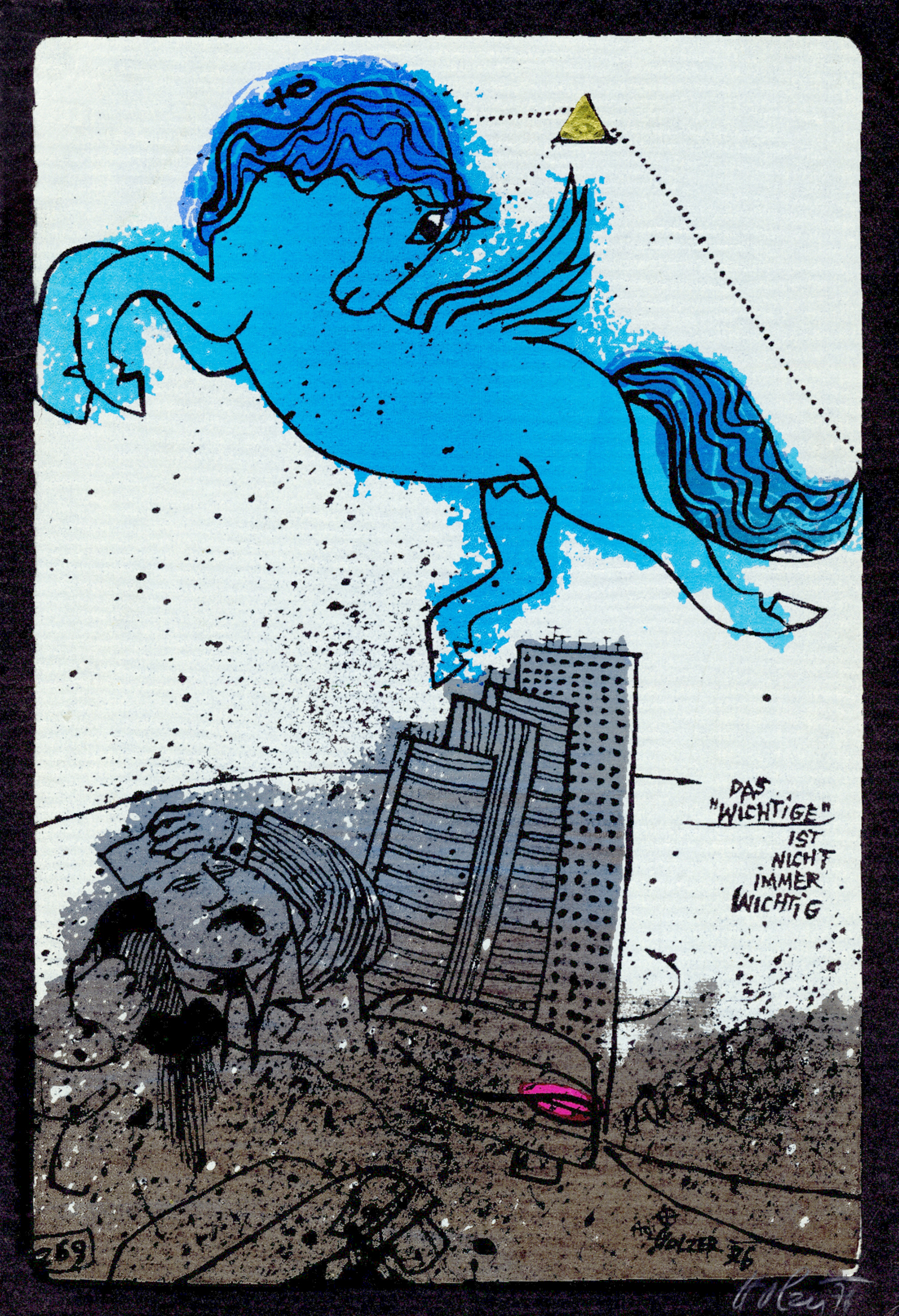

## انواع چاپ سیلک
- چاپ اورینت
- چاپ PVC
- چاپ پلاستیزول
- چاپ دیسکو
- چاپ فلوک
- چاپ پفکی